# Кировское сельское поселение (Орловская область)
Кировское се́льское поселе́ние — муниципальное образование в Сосковском районе Орловской области Российской Федерации.
Административный центр — село Новогнездилово.

## История
Статус и границы сельского поселения установлены Законом Орловской области от 25 октября 2004 года № 433-ОЗ «О статусе, границах и административных центрах муниципальных образований на территории Сосковского района Орловской области».

## Население
| 2010 | 2012 | 2013 | 2014 | 2015 | 2016 | 2017 |
| ---- | ---- | ---- | ---- | ---- | ---- | ---- |
| 630  | ↘608 | ↘564 | ↘541 | ↘521 | ↘516 | ↘500 |
| 2018 | 2019 | 2020 | 2021 | 2023 |      |      |
| ↘487 | ↘464 | ↘455 | ↗522 | ↘512 |      |      |

## Состав сельского поселения
| №  | Населённый пункт | Тип населённого пункта       | Население |
| -- | ---------------- | ---------------------------- | --------- |
| 1  | Бородинки        | деревня                      | 12        |
| 2  | Волчьи Ямы       | деревня                      | ↘130      |
| 3  | Гончаровка       | деревня                      | 17        |
| 4  | Городище         | деревня                      | 1         |
| 5  | Дерюгино         | деревня                      | 29        |
| 6  | Игино            | деревня                      | 11        |
| 7  | Кирово           | село                         | ↘179      |
| 8  | Красная Новь     | посёлок                      | 1         |
| 9  | Красная Ягода    | посёлок                      | 4         |
| 10 | Лебяжье          | деревня                      | 1         |
| 11 | Новогнездилово   | село, административный центр | ↘96       |
| 12 | Старогнездилово  | село                         | ↘33       |
| 13 | Степь            | посёлок                      | 1         |
| 14 | Толмачёво        | деревня                      | ↘109      |
| 15 | Чистое Поле      | посёлок                      | 0         |